# Епархия Сьюдад-Родриго
Епархия Сьюдад-Родриго (лат. Dioecesis Civitatensis, исп. Diócesis de de Ciudad Rodrigo) — католическая епархия латинского обряда, расположенная в юго-западной части провинции Саламанка, Испания, в окрестностях города Сьюдад-Родриго близ португальской границы.

## История
Епархия в Сьюдад-Родриго основана в 1168 году. Епархия Сьюдад-Родриго считается каноническим преемником епархии Калиабрии (es:Diócesis de Caliabria), которая была основана в вестготскую эпоху в VI веке и уничтожена нашествием мавров в конце VII века.
Хотя город Сьюдад-Родриго был отвоёван у мавров королём Фердинандом II в 1161 году, первый епископ Сьюдад-Родриго был назначен только в 1168 году из-за разногласий с епархией Саламанки, от которой новообразованной епархии отошла часть земель. В этот период епархия Сьюдад-Родриго была суффраганом архиепархии Сантьяго-де-Компостелы. В 1174 году границы епархий в регионе окончательно были согласованы, в 1175 году папа Александр III официально утвердил создание диоцеза.
Сразу после основания епархии началось строительство кафедрального собора, в XIV веке собор принял современный облик и с тех пор в целом не менялся, за исключением перестройки нескольких капелл и башни в XVII—XVIII веках.
В Средние века многие храмы епархии сильно пострадали из-за частых войн с Португалией, в XVI и XVII веках многие из разрушенных церквей были восстановлены.
Конкордат Испании и Святого Престола 1851 года предусматривал ликвидацию епархии, однако это не вызвало немедленного канонического эффекта. С 1843 года кафедра была вакантной, и оставалась таковой до 1867 года, с 1867 по 1884 год территория епархии управлялась епископами Саламанки. В 1884 году Сьюдад-Родриго получил собственного апостольского администратора. Лишь в 1950 году папа Пий XII восстановил для апостольской администратуры Сьюдад-Родриго статус полноценной епархии.

## Современное состояние
Епархия является суффраганной по отношению к архиепархии Вальядолида. В административном плане делится на 7 деканатов. С 2011 года епархию возглавляет епископ Сесилио Рауль Берсоса Мартинес. Покровителем епархии считается Исидор Севильский, а покровителем города Сьюдад-Родриго святой Себастьян. В Сьюдад-Родриго функционирует епархиальная семинария и теологический центр «Святой Исидор». По данным на 2013 год епархия насчитывала 39 202 католика, 120 приходов и 69 священников.